# Шменьки
Шменьки (укр. Шменьки) — село в Ратновской поселковой общине Ковельского района Волынской области Украины.
До 2020 года входило в Ратновский район.
Код КОАТУУ — 0724284503. Население по переписи 2001 года составляет 599 человек. Почтовый индекс — 44151. Телефонный код — 3366. Занимает площадь 0,789 км².